# Histoire de Laval au XVIe siècle
Cet article concerne la ville française. Pour la ville canadienne, voir Laval (Québec), § Histoire.
L'histoire de Laval au XVIe siècle

## Commerce et richesse

### Développement après la Guerre de Cent Ans
Le comté de Laval, si souvent le théâtre des guerres que la France avait soutenues contre les Anglais, jouissait de la paix. Peu à peu, les gentilshommes, qui avaient pendant les guerres habité l'intérieur de la ville, le quittent pour retourner à leurs châteaux. Les bourgeois abandonnent leurs anciennes demeures du Bourg-Hersent et du Marchis et viennent bâtir au-dedans des murs.
Les habitants de Laval mettent ce temps à profit. Le commerce devient pour eux une source de richesses.

### Fief du Pont-de-Mayenne
Le quartier situé au-delà du Pont-de-Mayenne s'accroit d'un grand nombre de constructions. Une nouvelle église fut bâtie au Cimetière-Dieu, grâce à l'un des chanoines de ce chapitre, nommé André Le Gay. Par ses soins, les rues qui conduisent du Puits-Rocher au Cimetière-Dieu se bordèrent d'un plus grand nombre de maisons. Ailleurs encore, en divers lieux, plusieurs édifices s'élevèrent aux dépens d'une carrière vaste et abondante, que le chanoine Le Gay possédait près de la Brochardière et qui fournissait à toutes ses entreprises.

### Expansion démographique et familles
René Pichot de la Graverie a effectué une étude sur les noms des familles qui habitaient Laval à l'époque : Il résulte de l'examen et dépouillement que j'ay faits des anciens registres et remembrances du Trésor de Laval et autres titres qui m'ont été mis entre les mains, que les plus anciennes familles roturières et bourgeoises de la ville de Laval et qui subsistent encore en 1755 — un siècle de plus en a fait disparaître un grand nombre. Elles étaient établies et connues à Laval il y a deux cent cinquante ans et quelques-unes il y a trois cents ou trois cent cinquante ans. D'autres s'y sont établies depuis deux cents ans et entr'autres. Au surplus il est difficile de trouver de plus anciens titres et contracts de famille au-delà de 1450, si ce n'est dans les grandes maisons et dans la noblesse, et encore de celles qui subsistent aujourd'hui peu ont cet avantage.. Mais il n'est pas moins intéressant de remarquer qu'il y avait en 1400 et en 1500 une infinité d'autres familles considérables à Laval qui ont disparu, soit qu'elles soient entièrement éteintes, ou qu'elles se soient transportées et établies dans les villes voisines ou à Paris, et que plusieurs se sont aussi fondues par les filles en d'autres familles qui subsistent pour la plupart.. Ces familles qui ne subsistent plus à Laval dans le même nom qu'elles portaient sont entr'autres.

### Navigation de la Mayenne

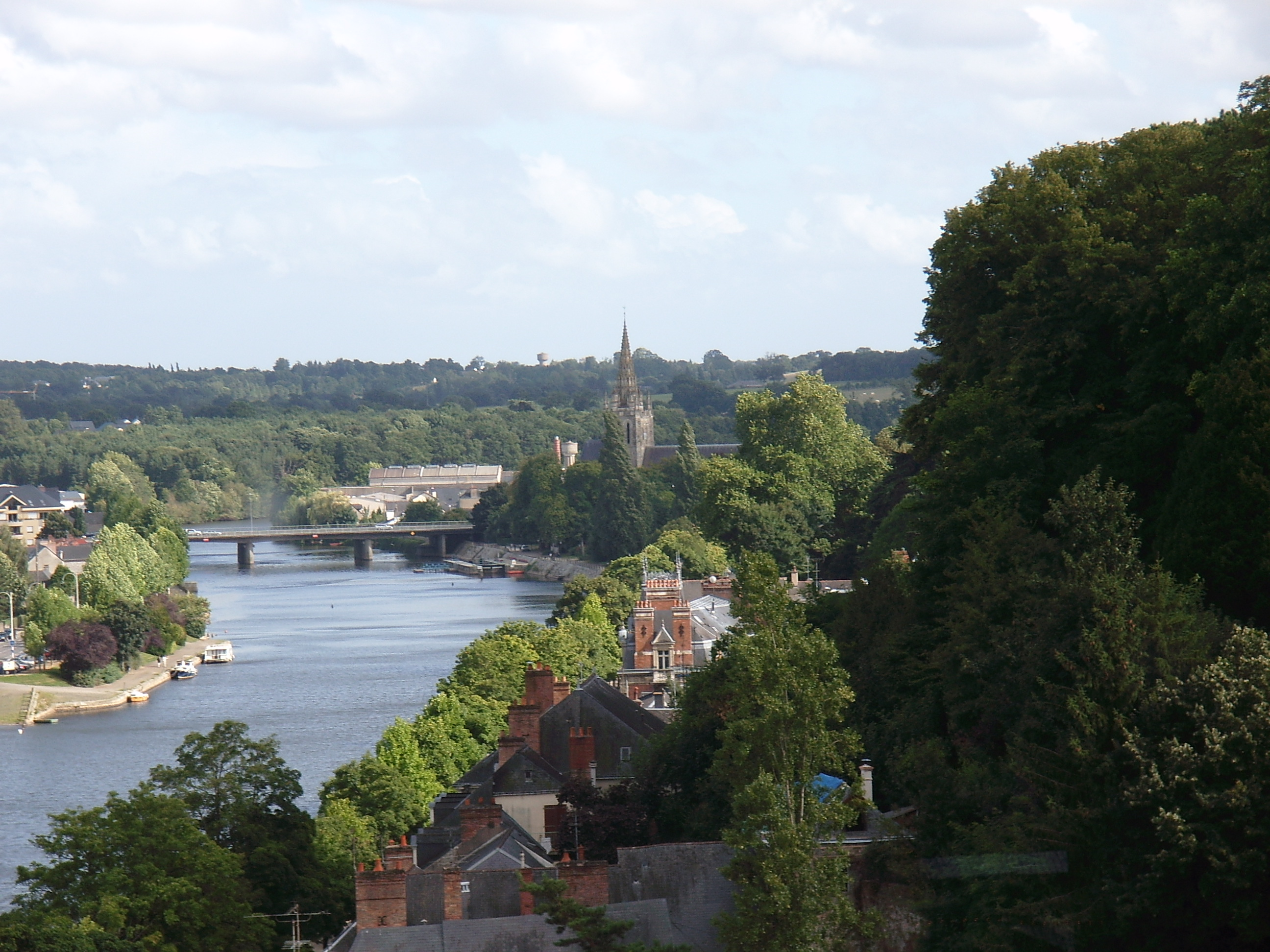
Le quartier d'Avesnières

La Mayenne était navigable d'Angers à Château-Gontier; mais pas jusqu'à Laval. Désireux de fournir au commerce un nouveau débouché et de procurer à Laval un moyen d'approvisionnement plus facile, Guy XV entreprit de faire ouvrir des écluses entre les deux villes à partir de 1492 mais son projet ne fut entièrement réalisé que plus tard, en vertu de lettres patentes de François Ier

## Architecture
Cette époque de tranquillité, donnée ainsi à la fin du XVe siècle et au commencement du XVIe siècle est bien caractérisée dans la ville de Laval par toutes les anciennes constructions que le temps et les démolitions ont respectées.
Ce sont des hôtels, composés d'un corps de logis, ayant un escalier renfermé dans une tourelle ronde ou octogonale, à toit aigu, surmonté d'un riche épi, faisant saillie en avant du bâtiment principal.
On retrouve encore dans la ville un grand nombre de ces hôtels, isolés, ou enfermés dans des constructions du XIXe siècle :
- Hôtel de Brée
- Hôtel des seigneurs de la Chapelle-Rainsouin[11]

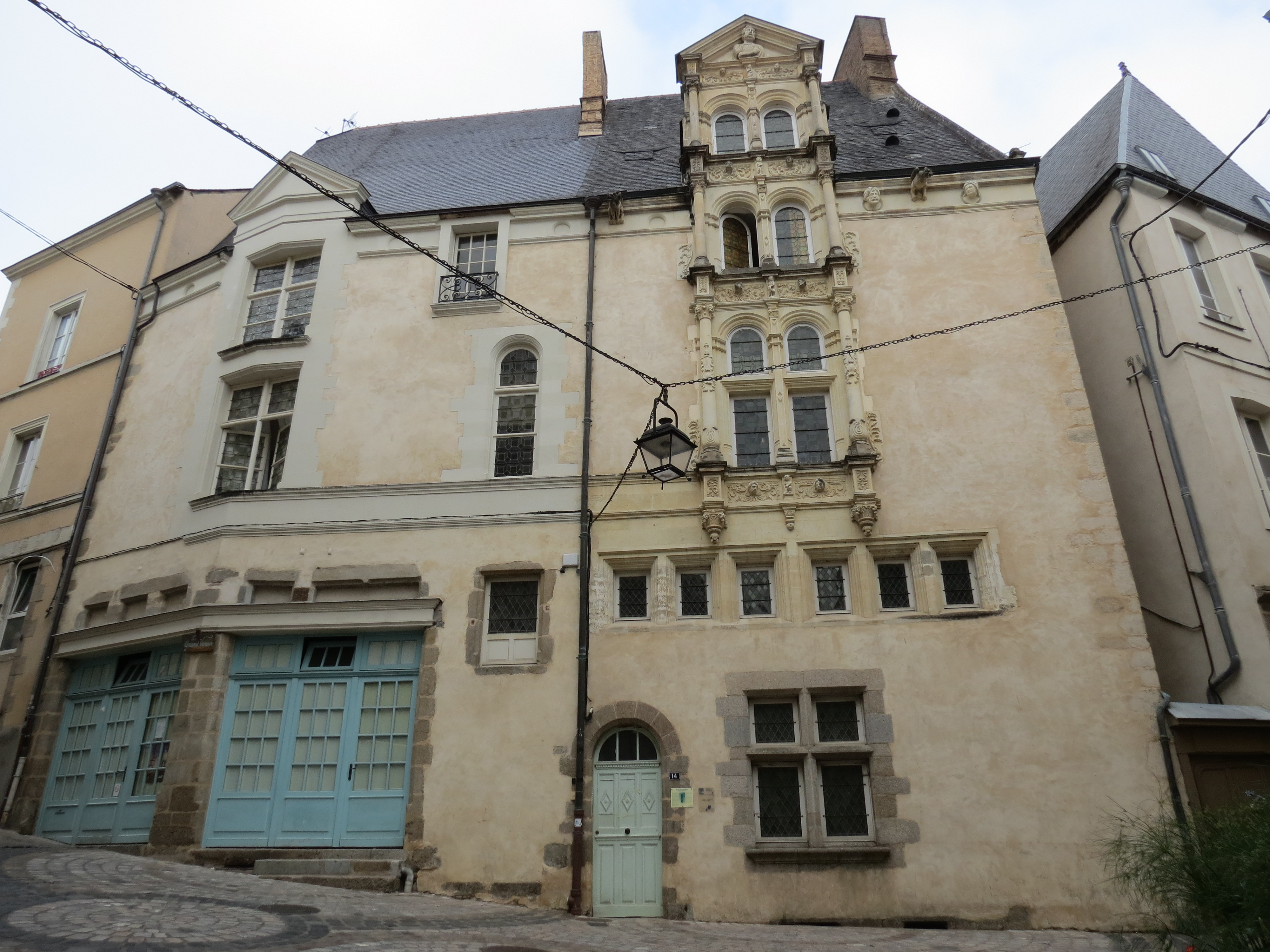
Maison du Grand-Veneur

Plus tard, des décorations extérieures manifestent le goût des arts introduit dans les constructions de cette époque :
- Maison du Grand-Veneur ;
- Maison du Poirier[12]

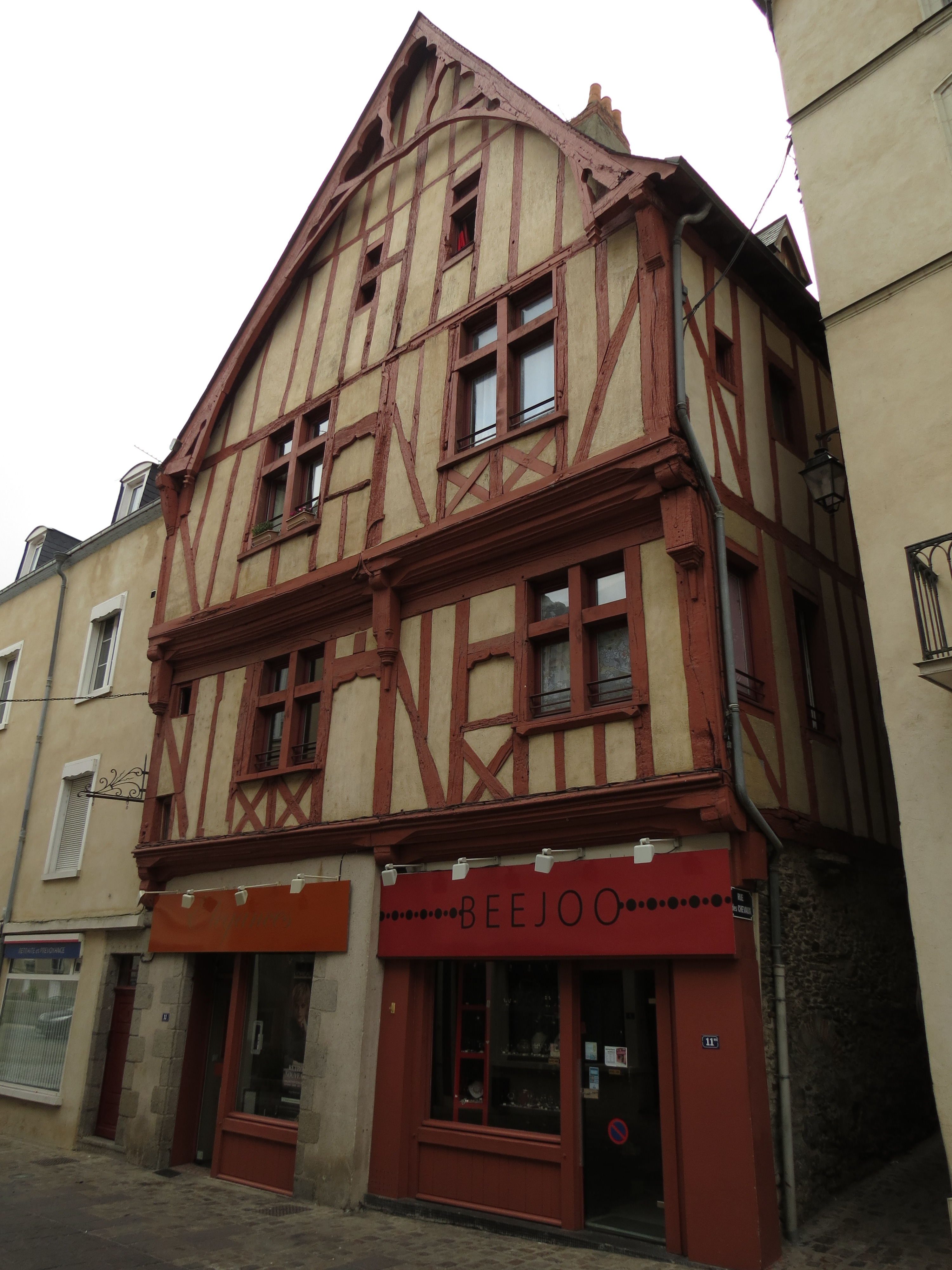
La maison au numéro 9 de la Grande rue

Des maisons aux pignons décorés, avec étage supérieur, s'avancent et forment un avant-corps, telles que l'on en voit dans le bas de la Grande rue.

## Coutume du Maine
Le comte de Laval Guy XVI de Laval envoie en 1508, pour le représenter à l'assemblée liée à la réforme de la Coutume du Maine, deux commissaires : François de la Pommeraie, et Jean Hennier, juge ou sénéchal du comté. C'est pour la première fois que l'on voit deux hommes de loi de Laval prendre part aux assemblées de la province. On reprocha à ces commissaires de n'avoir pas soutenu avec assez de force les droits de leur seigneur ; surtout de ne pas s'être opposés à ce que le comté de Laval fût regardé comme susceptible d'être divisé, malgré les privilèges dont il jouissait de toute ancienneté.

## Guy XVI de Laval
Grand seigneur féru d'italianisme, Guy XVI de Laval entreprend la rénovation du Vieux Château de Laval et l'édification du Château-neuf, qui fut le siège du Palais de Justice du début du XIXe siècle jusqu'au début du XXIe (il fut remplacé en 2006 par un bâtiment neuf construit entre la place Saint-Tugal et la rue des Déportés). Il y mène grand train si l'on en croit un état de la maison de Laval qui signale dans son entourage toutes sortes d'officiers que l'on voit chez les princes [...] jusques aux trompettes, hautbois, saquebutes, luths, organistes et musiciens (Jehan Daniel).
Laval se ressentait de la présence de son seigneur ; il animait et répandait autour de lui l'activité et le mouvement. Chaque jour nouveaux tournois et nouvelles joutes se succédaient. Guy XVI était grand amateur de ces exercices dans lesquels il excellait et avait toujours brillé.
Dès l'année 1499, il avait fait commencer des lices dans la vallée de Panlivard, où il prenait le plaisir des joutes. Des seigneurs étrangers venaient à Laval s'ébattre et courir la lance. En 1501, les lices sont achevées, au moment où de la comtesse revient de Vitré. Cet emplacement fut, au commencement du XVIIe siècle, aliéné par la maison de Laval. On y voit au XIXe siècle l'hôpital Saint-Julien, construit en 1648. La rue a conservé le nom de rue des Lices.
Guy XVI veut faire du château de Laval sa résidence ordinaire, et effectue des travaux pour l'embellir. Il en fut néanmoins chassé par les habitants. Il s'était mêlé des affaires de l'Église à Laval :
- de sa propre autorité, il avait changé tout dans l'ordre jusqu'alors observé aux processions de la Fête-Dieu[15].
- plusieurs donateurs de l'église de la Trinité de Laval lui refusaient le titre de fondateur. Un procès eut lieu, au cours duquel une insurrection s'étant soulevée se porta contre le château et contraignit le comte à s'esquiver par une porte de la grosse tour en 1516. Plusieurs habitants durent quitter la ville et aller se fixer à Nantes et à Angers. Guillaume de Montmorency, beau-père de Guy XVI, ménagea enfin un accommodement en 1517. Trente notables lavallois furent obligés de se rendre à Vitré, pour implorer humblement le pardon de la ville coupable. Il leur fallut reconnaître et consacrer de nouveau tous les droits du seigneur, comme fondateur de la Trinité. Guy XVI, à cette condition, renonça à se venger.

Dès lors, Guy XVI se tint longtemps éloigné de Laval, suivit la cour ou résida en Bretagne.
Guillaume le Doyen indique qu'il ne fut plus question de bien vivre, car en même temps que Laval perdait l'éclat et le mouvement qui environnaient son riche et important seigneur, marchands et bourgeois se retirèrent à la campagne et on ne les vit plus en ville que le samedi pour leur commerce.

## Navigation de la Mayenne
C'est au XVIe siècle aussi que sont entrepris les travaux qui doivent rendre navigable la rivière de la Mayenne depuis Château-Gontier jusqu'à Laval. Deux ordonnances de François Ier, 1536 et 1537, prescrivent les opérations nécessaires à ce travail. Par cette voie nouvelle, doivent arriver à Laval les vins des bords de la Loire, qui, avec ceux de Saint-Denis, de Houssay et Fromentières.
Ces travaux se prolongeront jusqu'à la fin du XIXe siècle. La construction de retenues d'eau pour donner à la rivière un niveau constant sera assortie de la mise en place de turbines hydroélectriques qui ne fournissent plus aujourd'hui qu'une part minime de la consommation d'électricité de la région.

## Guerres de Religion
Henri IV, par ses déclarations de 1594 et 1595, avait voulu que, pour obvier aux fraudes que l'on commettait contre les droits, il y eût un bureau dans la ville de Laval pour donner des décharges, des acquits à caution. Ces déclarations sont à l'origine de la Traite foraine d'Anjou qui sera de fait un droit de douane pour l'exportation des marchandises en dehors du Comté de Laval.

## Calamités et épidémies
- En 1501, une plus grande contagion qu'en 1484 liée à une épidémie de peste[16] En 1501 la peste à Laval fait plus de 3000 victimes.
- En 1510, une épidémie de coqueluche[a 4] touche Laval et l'ensemble de la France[17].

Vers les mois de septembre et octobre 1585, la dysenterie atteint un tel degré d’intensité que des familles entières, composées de cinq et six individus, disparurent. Elle dure jusqu'en janvier 1585. Dans le courant du mois d’août 1584, il mourut 80 personnes. 109 dans le mois de septembre. Au mois d’octobre le chiffre des décès atteigt 131.